# Léon Labbé
Pour les personnes ayant le même patronyme, voir Labbé.
Léon Labbé, né le 29 septembre 1832 au Merlerault et mort le 21 mars 1916 à Paris 8e, est un chirurgien et homme politique français.

## Biographie
Interne de l’hôpital de Caen, Léon Labbé a été reçu en 1860 au concours de l’internat à Paris. Il a obtenu son doctorat en médecine en 1861, et été chirurgien à la Salpêtrière, à l'hôpital du Midi, à Saint-Antoine, à la Pitié, à Lariboisière, puis définitivement en 1889 à l'hôpital Beaujon, dont il a été le chef-chirurgien pendant de nombreuses années. En 1879, il devient membre de l'Académie de Médecine.
Certaines de ses opérations sont demeurées célèbres, telles celle de l'extraction d'une fourchette de l'estomac d'un homme en 1876. Sa pratique de l’asepsie lui permet de pratiquer avec succès la chirurgie abdominale. Il s’est également intéressé à l’amélioration des méthodes d’anesthésie.
Sénateur de l'Orne de 1892 à 1916, il a, entre autres, lutté contre l’alcoolisme et la prédominance des études littéraires sur les matières scientifiques et techniques, où l’Allemagne avait une grande avance sur la France. Il a été promu au grade de commandeur de la Légion d'honneur le 31 mars 1891.
Il est l'oncle du chirurgien Charles Labbé (d) , qui a décrit une veine anastomotique inférieure (veine de Labbé), veine inconstante de la convexité de l'hémisphère cérébral,.
Sa fille Marguerite épousa le docteur en:Marcel Lermoyez, un des fondateurs de l'oto rhino laryngologie française.
À l’issue de ses obsèques, en présence d’une nombreuse assistance, où lui ont été rendus les honneurs militaires par un bataillon du 230e régiment d’infanterie territoriale, avec colonel, drapeau et musique, où Le Président de la République était représenté par un lieutenant-cotonel  de sa Maison militaire, et où figuraient des délégationons du Sénat, de l’Institut, de l’Académie de Médecine et de la Faculté de Médecine, il a été inhumé au cimetière Montmartre.

## Travaux
Il présente au Sénat différentes lois  d'intérêt général pour la communauté médicale, dont la loi Labbé du 28 mars 1914, qui a rendu la vaccination anti-typhoide obligatoire pour les  soldats français.
Éponymes associés :
- Triangle de Labbé : zone de la paroi abdominale antérieure répondant à la face antérieure de estomac normalement en contact (estomac non distendu)[8].
- Opération de Labbé : technique de gastrostomie par incision de la paroi thoracique le long du bord inférieur de la dernière côte gauche[8].

## Sources
- « Léon Labbé », dans le Dictionnaire des parlementaires français (1889-1940), sous la direction de Jean Jolly, PUF, 1960 [détail de l’édition]